# Janko Jesenský

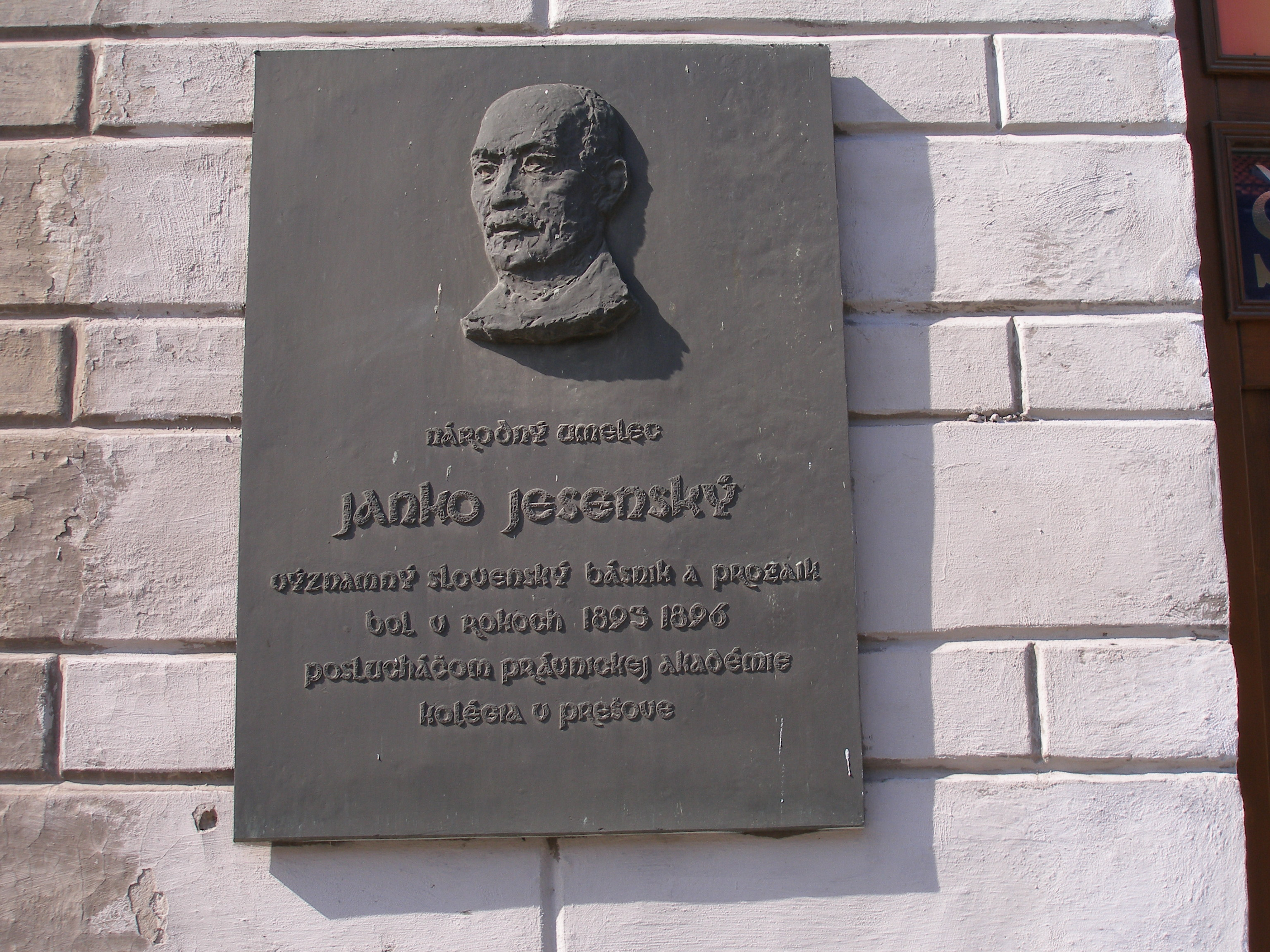
Pamětní deska na budově Kolégia v Prešově

Janko Jesenský (30. prosince 1874, Turčianský Svätý Martin, Uhersko – 27. prosince 1945, Bratislava, Československo) byl slovenský politik, básník, spisovatel-prozaik a překladatel.

## Životopis
Narodil se v Turčianském Svatém Martině. Jeho otec Ján Jesenský-Gašparé byl advokátem a významným činitelem slovenského národního hnutí a spoluorganizátorem akcí celonárodního významu (Memorandum národa slovenského, Matice slovenská apod.). Vzdělání získával ve svém rodišti, později na gymnáziu v Banské Bystrici, Rimavské Sobotě a v roce 1893 odmaturoval v Kežmarku. Dvouletou právnickou akademii absolvoval v Prešově, doktorát práv obhájil v Kluži v (Rumunsku). V Budapešti složil advokátskou zkoušku. Potom pracoval jako advokátní koncipient v Lučenci, Bytči, Liptovském Mikuláši, Turčianském Svätém Martině a v Novém Mestě nad Váhem. Zde si vytvořil vážnější milostný vztah k mladé klavíristce a zpěvačce Olze Kraftové.
V roce 1905 začal v Bánovcích nad Bebravou svoji samostatnou advokátní kariéru. Po osmi letech se oženil s Annou, dcerou významného štúrovského historika Júlia Botty. V 1914 narukoval k trenčanskému pluku. Byl obviněn z vlastizrady, v roce 1915 odvelen na ruskou frontu, kde přešel do ruského zajetí a po jisté době se zde zapojil do československého odboje v Rusku. Stal se příslušníkem československých legií v Rusku. Redigoval vícero časopisů – Voronežský Čechoslovan (zde se setkal s kolegy spisovateli Jozefom Gregorem-Tajovským a Jaroslavem Haškem), kyjevské Slovenské hlasy. Byl zvolen místopředsedou ruské odbočky Československé národní rady a po složitých politických kolizích s bolševiky se dostal domů. V roce 1919 se pustil do poválečného budování ve vícero úřadech první československé republiky. V roce 1922 byl županem v Rimavské Sobotě, poté velkožupanem v Nitře, v roce 1929 přešel do Bratislavy, kde se stal vládním radou, později viceprezidentem krajinského ( zemského ) úřadu. Aktivně se zúčastňoval nejen politického, ale i kulturního a společenského života. V letech 1930–1939 byl místopředsedou Spolku slovenských spisovatelů, v roce 1933 se stal šéfredaktorem v časopisu Slovenské smery umelecké a kritické. V roce 1939 se stáhl do soukromí, ale i navzdory tomu podporoval protifašistické hnutí. Dne 27. listopadu 1945 byl jako první Slovák jmenován národním umělcem, nicméně o měsíc později umírá. V roce 1950 byly jeho tělesné pozůstatky odvezeny a uloženy do rodinné hrobky Jesenských na slovenském Národním hřbitově v Martině.

## Tvorba
Jesenský se svojí tvorbou stal významným představitelem slovenské moderní prózy. Je jedním ze skutečně prvních tvůrců moderní slovenské literatury a reprezentantem její první vlny především v poezii. Kromě vlastní tvorby také překládal, hlavně poezii A. S. Puškina, Sergeje Jesenina či Alexandra Bloka. Literární tvorbě se začal věnovat v roce 1889 na kežmarském gymnáziu. Po průběžné přípravě a časopiseckém publikování množství úvah, črt, humoresek, novel a povídek, spatřil v Ružomberku světlo světa jeho prozaický debut. První krátké prózy jsou postaveny na anekdotách. Těžištěm jeho prozaické tvorby před rokem 1918 byly psychologické novely. Jako první ve slovenské poezii také problematizoval vlastní city, čímž do značné míry porušil tradiční charakter lyrického hrdiny, svá díla umísťuje jak do venkovského tak i do maloměstského prostředí, velmi často mají úsměvné humoristické ladění, které postupně přerůstá do satirické kresby.

## Dílo

### Poezie
- 1897 – Vyznanie, báseň (vyšla v časopisu Slovenské pohľady)
- 1905 – Verše J. Jesenského, básnická sbírka
- 1918 – Z veršov Janka Jesenského, sbírka básní (v roce 1919 vyšla pod názvem Zo zajatia v USA)
- 1923 – Verše J. Jesenského 2, sbírka básní
- 1932 – Po búrkach, básnická sbírka
- 1944 – Náš hrdina, lyricko-epická skladba
- 1945 – Čierne dni, básnická sbírka
- 1945 – Proti noci, sebrané spisy
- 1945 – Na zlobu dňa, zv. 1 a 2, básnická sbírka
- 1948 – Jesenný kvet, posmrtně sestavená a vydaná sbírka

### Drama
- 1895 – Bozky súboja alebo Poručík, divadelní fraška (jen rukopis, knižně vyšlo až v roce 1961 v časopisu Slovenské divadlo)
- 1895 – Medicína účinkuje, divadelní fraška (jen rukopis)

### Próza
- 1913 – Malomestské rozprávky, sbírka krátkých próz
- 1933 – Cestou k slobode, dokumentární próza (podtitul Úryvky z denníka 1914–1918)
- 1935 – Zo starých časov
- 1934 a 1938 – Demokrati, sv. 1 a 2, román a nejrozsáhlejší prozaické dílo (v roce 1980 byl na jeho námět natočen celovečerní film, který režíroval Jozef Zachar)
- 1940 – Dva medvede
- 1941 – Kvôli klasifikácii
- 1942 – Prefíkaná sláva
- 1943 – Železničné nešťastie
- 1944 – Novely, zobrané spisy
- 1945 – Reflexie, zobrané spisy
- 1946 – Strach

### Výběry
- 1921 – Zobrané práce Janka Jesenského 1–3
- 1932 – Výbor z básní Janka Jesenského
- 1934 – Výber z malomestských rozprávok, výběr z prózy
- 1944/1948 – Zobrané spisy Janka Jesenského 1–21
- 1950 – Pani Rafiková a iní, výběr z prózy
- 1953 – Ženích a iné rozprávky, výběr z prózy
- 1953 – Výber z diela, výběr z prózy
- 1955 – Láska a život, výběr z poezie
- 1956 – Na zlobu dňa, výběr z poezie
- 1957/1968 – Spisy 1–9
- 1960 – Slnečný kúpeľ, výběr z prózy
- 1975 – Maškarný ples a iné poviedky, výběr z prózy
- 1977 – Jesenský 1–2 (edice: Zlatý fond slovenskej literatúry)

### Překlady
- 1936 – Výběr z poezie, překlady ruského básníka Sergeja Jesenina
- 1942 – Eugen Onegin, překlad díla od A. S. Puškina

### Ostatní díla
- 1918 – Počiatky slovenského pravopisu
- 1918 – Nástin dejín slovenskej literatúry
- 1970 – Listy slečne Oľge, výběr více než 70 dopisů Olze Kraftové